# Томаш Каберле
Томаш Каберле (чеськ. Tomáš Kaberle; 2 березня 1978, м. Раковник, ЧССР) — чеський хокеїст, захисник.
Вихованець хокейної школи ХК «Кладно». Виступав за ХК «Кладно», «Сент-Джонс Мейпл-Ліфс» (АХЛ), «Торонто Мейпл-Ліфс», «Бостон Брюїнс», «Кароліна Гаррікейнс», «Монреаль Канадієнс», «Комета» Брно.
В чемпіонатах НХЛ — 984 матчі (87+476), у турнірах Кубка Стенлі — 102 матчі (6+33). В чемпіонатах Чехії — 287 матчів (22+105), у плеф-оф — 23 матчі (1+2).
У складі національної збірної Чехії учасник зимових Олімпійських ігор 2002, 2006 і 2010 (17 матчів, 3+5), учасник чемпіонатів світу 1999, 2003, 2005, 2006 і 2008 (41 матч, 5+27), учасник Кубку світу 2004 (4 матчі, 0+1). У складі молодіжної збірної Чехії учасник чемпіонату світу 1998. У складі юніорської збірної Чехії учасник чемпіонатів Європи 1995 і 1996.
Батько: Франтішек Каберле ст., брат: Франтішек Каберле.

## Досягнення
- Бронзовий призер зимових Олімпійських ігор (2006)
- Чемпіон світу (1999, 2005), срібний призер (2006)
- Володар Кубка Стенлі (2011)
- Учасник матчу всіх зірок НХЛ (2002, 2007, 2008, 2009)